# Fedcupový tým Austrálie
Tým Austrálie v Billie Jean King Cupu reprezentuje Austrálii v tenisové soutěži ženských týmů od roku 1963 pod vedením národního svazu Tennis Australia. Představuje jeden ze čtyř týmů soutěže, které odehrály všechny ročníky.
Austrálie vyhrála sedm ročníků a dvanáctkrát odešla z finále poražena, což ji řadí na třetí místo soutěže za Spojené státy a Českou republiku. S počtem osmnácti odehraných finále jí patří druhá příčka za Američankami. Vyjma tří sezón se Australanky mezi roky 1963–1980 probojovaly vždy do finálového duelu. Naopak v letech 1995–2010 se ve Světové skupině objevily pouze pětkrát a nikdy nepřekročily první kolo. Do této nejvyšší úrovně se pak družstvo vrátilo v ročnících 2011 a 2013, aby poprvé od roku 1993 postoupilo do světového semifinále ve Fed Cupu 2014 a finále ve Fed Cupu 2019.
Nehrající kapitánkou se v roce 2024 stala bývalá čtvrtá tenistka žebříčku Samantha Stosurová.

## Statistiky
Hráčským týmovým statistikám vévodí bývalá světová trojka Wendy Turnbullová, která vyhrála celkově 46 zápasů, včetně 29 čtyřher, a nastoupila do 45 mezistátních utkání, s posledním odehraným střetnutím v roce 1988 proti Západnímu Německu. Nejvyšší počet 29 vítězných dvouher dosáhla Samantha Stosurová. Rennae Stubbsová odehrála nejvíce let, když od sezóny 1992 zasáhla do sedmnácti ročníků soutěže.
Margaret Courtová vyhrála všechny dvouhry a s poměrem 20–0 drží 100% úspěšnost. Jako první členka družstva získala roku 1965 desáté singlové vítězství a rovněž se v roce 1968 stala první s deseti výhrami ze čtyřhry. Nicole Bradtkeová se ve 22 letech a 1 měsíci stala nejmladší Australankou, která vybojovala deset výher po vítězství nad Radkou Zrubákovovou v roce 1995.
Jako nejmladší členka týmu do Fed Cupu v 15 letech a 104 dnech zasáhla Jelena Dokićová, když nastoupila do druhé světové skupiny 1998 proti Argentině. Výhrou nad Marianou Díazovou Olivovou tak představuje nejmladší vítězku zápasu. Naopak jako nejstarší do utkání zasáhla Rennae Stubbsová v 39 letech a 316 dnech během čtvrtfinále Světové skupiny 2011 proti Itálii.
Nejdelší australský zápas trval 2.43 hodin a Alicia Moliková v něm během světové baráže 2003 podlehla Kolumbijce Fabiole Zuluagové.
Obrat se stavu 0:2 na zápasy se Austrálii podařil pouze ve čtvrtfinále baráže druhé světové skupiny 1996 proti Kanadě.

### Nejdelší série neporazitelnosti: 11 výher
Nejdelší vítězná série Austrálie činí 11 mezistátních výher, od osmifinále 1973 až do semifinále 1975.
| Rok  | Soutěž                       | Datum     | Místo                        | Soupeř          | Skóre | Výsledek |
| ---- | ---------------------------- | --------- | ---------------------------- | --------------- | ----- | -------- |
| 1973 | Světová skupina, 2. kolo     | 2. května | Bad Homburg, Západní Německo | Japonsko        | 3–0   | výhra    |
| 1973 | Světová skupina, čtvrtfinále | 4. května | Bad Homburg, Západní Německo | Indonésie       | 3–0   | výhra    |
| 1973 | Světová skupina, semifinále  | 5. května | Bad Homburg, Západní Německo | Západní Německo | 3–0   | výhra    |
| 1973 | Světová skupina, finále      | 6. května | Bad Homburg, Západní Německo | Jižní Afrika    | 3–0   | výhra    |
| 1974 | Světová skupina, 2. kolo     | květen    | Neapol, Itálie               | Japonsko        | 2–0   | výhra    |
| 1974 | Světová skupina, čtvrtfinále | květen    | Neapol, Itálie               | Itálie          | 3–0   | výhra    |
| 1974 | Světová skupina, semifinále  | květen    | Neapol, Itálie               | Velká Británie  | 3–0   | výhra    |
| 1974 | Světová skupina, finále      | květen    | Neapol, Itálie               | Spojené státy   | 2–1   | výhra    |
| 1975 | Světová skupina, 2. kolo     | květen    | Aix-en-Provence, Francie     | Belgie          | 2–0   | výhra    |
| 1975 | Světová skupina, čtvrtfinále | květen    | Aix-en-Provence, Francie     | Itálie          | 3–0   | výhra    |
| 1975 | Světová skupina, semifinále  | květen    | Aix-en-Provence, Francie     | Spojené státy   | 2–1   | výhra    |
| 1975 | Světová skupina, finále      | květen    | Aix-en-Provence, Francie     | Československo  | 0–3   | porážka  |

## Chronologie výsledků

### 2010–2019
| Rok  | soutěž                      | datum            | místo                        | povrch     | soupeř        | skóre | výsledek |
| ---- | --------------------------- | ---------------- | ---------------------------- | ---------- | ------------- | ----- | -------- |
| 2013 | Světová skupina, 1. kolo    | 9.–10. února     | Ostrava, Česko               | tvrdý (h)  | Česko         | 0–4   | prohra   |
| 2013 | Světová skupina, baráž      | 20.–21. dubna    | Chiasso, Švýcarsko           | antuka     | Švýcarsko     | 3–1   | výhra    |
| 2014 | Světová skupina, 1. kolo    | 8.–9. února      | Hobart, Austrálie            | tvrdý      | Rusko         | 4–0   | výhra    |
| 2014 | Světová skupina, semifinále | 19.–20. dubna    | Brisbane, Austrálie          | tvrdý      | Německo       | 1–3   | prohra   |
| 2015 | Světová skupina, 1. kolo    | 7.–8. února      | Stuttgart, Německo           | tvrdý (h)  | Německo       | 1–4   | prohra   |
| 2015 | Světová skupina, baráž      | 18.–19. dubna    | 's-Hertogenbosch, Nizozemsko | antuka (h) | Nizozemsko    | 1–4   | prohra   |
| 2016 | 2. světová skupina          | 6.–7. února      | Bratislava, Slovensko        | tvrdý (h)  | Slovensko     | 3–2   | výhra    |
| 2016 | Světová skupina, baráž      | 16.–17. dubna    | Brisbane, Austrálie          | antuka     | Spojené státy | 0–4   | prohra   |
| 2017 | 2. světová skupina          | 11.–12. února    | Charkov, Ukrajina            | tvrdý (h)  | Ukrajina      | 1–3   | prohra   |
| 2017 | 2. světová skupina, baráž   | 22.–23. dubna    | Zrenjanin, Srbsko            | tvrdý (h)  | Srbsko        | 4–0   | výhra    |
| 2018 | 2. světová skupina          | 10.–11. února    | Canberra, Austrálie          | tráva      | Ukrajina      | 3–2   | výhra    |
| 2018 | Světová skupina, baráž      | 21.–22. dubna    | Wollongong, Austrálie        | tvrdý (h)  | Nizozemsko    | 4–1   | výhra    |
| 2019 | Světová skupina, 1. kolo    | 9.–10. února     | Asheville, Spojené státy     | tvrdý (h)  | Spojené státy | 3–2   | výhra    |
| 2019 | Světová skupina, semifinále | 20.–21. dubna    | Brisbane, Austrálie          | tvrdý      | Bělorusko     | 3–2   | výhra    |
| 2019 | Světová skupina, finále     | 9.–10. listopadu | Perth, Austrálie             | tvrdý      | Francie       | 2–3   | porážka  |

### 2020–2029
| Rok  | soutěž                            | datum         | místo                       | povrch    | soupeř         | skóre | výsledek |
| ---- | --------------------------------- | ------------- | --------------------------- | --------- | -------------- | ----- | -------- |
| 2021 | Finálový turnaj, základní skupina | 2. listopadu  | Praha, Česko                | tvrdý (h) | Belgie         | 2–1   | výhra    |
| 2021 | Finálový turnaj, základní skupina | 4. listopadu  | Praha, Česko                | tvrdý (h) | Bělorusko      | 2–1   | výhra    |
| 2021 | Finálový turnaj, semifinále       | 5. listopadu  | Praha, Česko                | tvrdý (h) | Švýcarsko      | 0–2   | prohra   |
| 2022 | Kvalifikační kolo                 | 15.–16. dubna | —                           | —         | Slovensko      | —     | nehráno  |
| 2022 | Finálový turnaj, základní skupina | 8. listopadu  | Glasgow, Spojené království | tvrdý (h) | Slovensko      | 2–1   | výhra    |
| 2022 | Finálový turnaj, základní skupina | 10. listopadu | Glasgow, Spojené království | tvrdý (h) | Belgie         | 3–0   | výhra    |
| 2022 | Finálový turnaj, semifinále       | 12. listopadu | Glasgow, Spojené království | tvrdý (h) | Velká Británie | 2–1   | výhra    |
| 2022 | Finálový turnaj, finále           | 13. listopadu | Glasgow, Spojené království | tvrdý (h) | Švýcarsko      | 0–2   | porážka  |
| 2023 | Finálový turnaj, základní skupina | 7. listopadu  | Sevilla, Španělsko          | tvrdý (h) | Slovinsko      | 1–2   | prohra   |
| 2023 | Finálový turnaj, základní skupina | 9. listopadu  | Sevilla, Španělsko          | tvrdý (h) | Kazachstán     | 2–1   | výhra    |
| 2024 | Kvalifikační kolo                 | 12.–13. dubna | Brisbane, Austrálie         | tvrdý     | Mexiko         | 4–0   | výhra    |
| 2024 | Finálový turnaj, čtvrtfinále      | 17. listopadu | Malaga, Španělsko           | tvrdý (h) | Slovensko      | 0–2   | prohra   |

## Přehled finále: 19 (7–12)
| Výsledek  | rok  | místo konání a povrch                                        | Australanky                                                                               | soupeřky                                                                                           | skóre |
| --------- | ---- | ------------------------------------------------------------ | ----------------------------------------------------------------------------------------- | -------------------------------------------------------------------------------------------------- | ----- |
| Finalista | 1963 | Queen's Club, tráva Londýn, Spojené království               | Margaret Smithová Jan O'Neillová Lesley Turnerová                                         | Spojené státy                                                                                      | 1–2   |
| Finalista | 1963 | Queen's Club, tráva Londýn, Spojené království               | Margaret Smithová Jan O'Neillová Lesley Turnerová                                         | Darlene Hardová Billie Jean Moffittová                                                             | 1–2   |
| Vítěz     | 1964 | Germantown Cricket Club, tráva Filadelfie, Spojené státy     | Margaret Smithová Lesley Turnerová Robyn Ebbernová                                        | Spojené státy                                                                                      | 2–1   |
| Vítěz     | 1964 | Germantown Cricket Club, tráva Filadelfie, Spojené státy     | Margaret Smithová Lesley Turnerová Robyn Ebbernová                                        | Billie Jean Moffittová Nancy Richeyová Karen Hantze Susmanová                                      | 2–1   |
| Vítěz     | 1965 | Kooyong Stadium, tráva Melbourne, Austrálie                  | Margaret Smithová Lesley Turnerová Judy Tegartová                                         | Spojené státy                                                                                      | 2–1   |
| Vítěz     | 1965 | Kooyong Stadium, tráva Melbourne, Austrálie                  | Margaret Smithová Lesley Turnerová Judy Tegartová                                         | Billie Jean Moffittová Carole Caldwell Graebnerová                                                 | 2–1   |
| Vítěz     | 1968 | Stade Roland-Garros, antuka Paříž, Francie                   | Margaret Courtová Kerry Melvilleová                                                       | Nizozemsko                                                                                         | 3–0   |
| Vítěz     | 1968 | Stade Roland-Garros, antuka Paříž, Francie                   | Margaret Courtová Kerry Melvilleová                                                       | Astrid Suurbecková Marijke Jansenová Lidy Venneboerová                                             | 3–0   |
| Finalista | 1969 | Athens Tennis Club, antuka Athény Řecko                      | Margaret Courtová Kerry Melvilleová Judy Tegartová                                        | Spojené státy                                                                                      | 1–2   |
| Finalista | 1969 | Athens Tennis Club, antuka Athény Řecko                      | Margaret Courtová Kerry Melvilleová Judy Tegartová                                        | Nancy Richeyová Julie Heldmanová Jane Bartkowiczová                                                | 1–2   |
| Vítěz     | 1970 | Freiburg Tennis Club, antuka Freiburg, Západní Německo       | Judy Tegartová Karen Krantzckeová                                                         | Západní Německo                                                                                    | 3–0   |
| Vítěz     | 1970 | Freiburg Tennis Club, antuka Freiburg, Západní Německo       | Judy Tegartová Karen Krantzckeová                                                         | Helga Niessenová Helga Höslová                                                                     | 3–0   |
| Vítěz     | 1971 | Royal King's Park Tennis Club, tráva Perth, Austrálie        | Margaret Courtová Evonne Goolagongová Lesley Huntová                                      | Velká Británie                                                                                     | 3–0   |
| Vítěz     | 1971 | Royal King's Park Tennis Club, tráva Perth, Austrálie        | Margaret Courtová Evonne Goolagongová Lesley Huntová                                      | Virginia Wadeová Ann Jonesová Winnie Shaw                                                          | 3–0   |
| Vítěz     | 1973 | Bad Homburg Tennis Club, antuka Bad Homburg, Západní Německo | Evonne Goolagong Patricia Colemanová Janet Youngová                                       | Jižní Afrika                                                                                       | 3–0   |
| Vítěz     | 1973 | Bad Homburg Tennis Club, antuka Bad Homburg, Západní Německo | Evonne Goolagong Patricia Colemanová Janet Youngová                                       | Patricia Walkdenová Brenda Kirková                                                                 | 3–0   |
| Vítěz     | 1974 | Neapolský klub, antuka Neapol, Itálie                        | Evonne Goolagongová Dianne Fromholtzová Janet Youngová                                    | Spojené státy                                                                                      | 2–1   |
| Vítěz     | 1974 | Neapolský klub, antuka Neapol, Itálie                        | Evonne Goolagongová Dianne Fromholtzová Janet Youngová                                    | Julie Heldmanová Jeanne Evertová Sharon Walshová                                                   | 2–1   |
| Finalista | 1975 | Aixoise C.C., antuka Aix-en-Provence, Francie                | Evonne Goolagongová Helen Gourlayová Dianne Fromholtzová                                  | Československo                                                                                     | 0–3   |
| Finalista | 1975 | Aixoise C.C., antuka Aix-en-Provence, Francie                | Evonne Goolagongová Helen Gourlayová Dianne Fromholtzová                                  | Martina Navrátilová Renáta Tomanová                                                                | 0–3   |
| Finalista | 1976 | Spectrum, koberec (h) Filadelfie, Spojené státy              | Evonne Goolagongová Kerry Melville Reidová Dianne Fromholtzová                            | Spojené státy                                                                                      | 1–2   |
| Finalista | 1976 | Spectrum, koberec (h) Filadelfie, Spojené státy              | Evonne Goolagongová Kerry Melville Reidová Dianne Fromholtzová                            | Billie Jean Kingová Rosemary Casalsová                                                             | 1–2   |
| Finalista | 1977 | Devonshire Park, tráva Eastbourne, Spojené království        | Kerry Melville Reidová Dianne Fromholtzová Wendy Turnbullová                              | Spojené státy                                                                                      | 0–3   |
| Finalista | 1977 | Devonshire Park, tráva Eastbourne, Spojené království        | Kerry Melville Reidová Dianne Fromholtzová Wendy Turnbullová                              | Chris Evertová Billie Jean Kingová Rosemary Casalsová                                              | 0–3   |
| Finalista | 1978 | Kooyong Stadium, tráva Melbourne, Austrálie                  | Kerry Melville Reidová Wendy Turnbullová Dianne Fromholtzová                              | Spojené státy                                                                                      | 1–2   |
| Finalista | 1978 | Kooyong Stadium, tráva Melbourne, Austrálie                  | Kerry Melville Reidová Wendy Turnbullová Dianne Fromholtzová                              | Chris Evertová Tracy Austinová Billie Jean Kingová                                                 | 1–2   |
| Finalista | 1979 | RSHE Club Campo, antuka Madrid, Španělsko                    | Kerry Melville Reidová Wendy Turnbullová Dianne Fromholtzová                              | Spojené státy                                                                                      | 0–3   |
| Finalista | 1979 | RSHE Club Campo, antuka Madrid, Španělsko                    | Kerry Melville Reidová Wendy Turnbullová Dianne Fromholtzová                              | Chris Evertová Tracy Austinová Billie Jean Kingová Rosemary Casalsová                              | 0–3   |
| Finalista | 1980 | LTTC Rot-Weiß Berlin, antuka Západní Berlín, Západní Německo | Dianne Fromholtzová Wendy Turnbullová Susan Leová                                         | Spojené státy                                                                                      | 0–3   |
| Finalista | 1980 | LTTC Rot-Weiß Berlin, antuka Západní Berlín, Západní Německo | Dianne Fromholtzová Wendy Turnbullová Susan Leová                                         | Chris Evertová Tracy Austinová Rosemary Casalsová Kathy Jordanová                                  | 0–3   |
| Finalista | 1984 | Esporte Clube Pinheiros, antuka São Paulo, Brazílie          | Elizabeth Sayersová Wendy Turnbullová Anne Minterová Elizabeth Minterová                  | Československo                                                                                     | 1–2   |
| Finalista | 1984 | Esporte Clube Pinheiros, antuka São Paulo, Brazílie          | Elizabeth Sayersová Wendy Turnbullová Anne Minterová Elizabeth Minterová                  | Hana Mandlíková Helena Suková Iva Budařová Marcela Skuherská                                       | 1–2   |
| Finalista | 1993 | Waldstadion T.C., antuka Frankfurt, Německo                  | Nicole Provisová Michelle Jaggard-Laiová Elizabeth Smylieová Rennae Stubbsová             | Španělsko                                                                                          | 0–3   |
| Finalista | 1993 | Waldstadion T.C., antuka Frankfurt, Německo                  | Nicole Provisová Michelle Jaggard-Laiová Elizabeth Smylieová Rennae Stubbsová             | Conchita Martínezová Arantxa Sánchez Vicariová Virginia Ruano Pascualová Cristina Torrens Valerová | 0–3   |
| Finalista | 2019 | RAC Arena, tvrdý Perth, Austrálie                            | Ashleigh Bartyová Ajla Tomljanovićová Samantha Stosurová Astra Sharmaová Priscilla Honová | Francie                                                                                            | 2–3   |
| Finalista | 2019 | RAC Arena, tvrdý Perth, Austrálie                            | Ashleigh Bartyová Ajla Tomljanovićová Samantha Stosurová Astra Sharmaová Priscilla Honová | Kristina Mladenovicová Caroline Garciaová Alizé Cornetová Fiona Ferrová Pauline Parmentierová      | 2–3   |
| Finalista | 2022 | Emirates Arena, tvrdý (hala) Glasgow, Velká Británie         | Ajla Tomljanovićová Priscilla Honová Storm Sandersová Ellen Perezová Samantha Stosurová   | Švýcarsko                                                                                          | 0–2   |
| Finalista | 2022 | Emirates Arena, tvrdý (hala) Glasgow, Velká Británie         | Ajla Tomljanovićová Priscilla Honová Storm Sandersová Ellen Perezová Samantha Stosurová   | Belinda Bencicová Jil Teichmannová Viktorija Golubicová Simona Waltertová                          | 0–2   |

## Přehled ročníků
| Pohár federace  |     |       |       |     |     |       |     |       |       |     |       |       |     |     |     |     |     |     |     |     |     |     |     |     |     |     |     |         |         |     |     |         |        |
| Světová skupina | F   | vítěz | vítěz | SF  | SF  | vítěz | F   | vítěz | vítěz | SF  | vítěz | vítěz | F   | F   | F   | F   | F   | F   | SF  | SF  | QF  | F   | SF  | QF  | QF  | QF  | SF  | 2. kolo | 2. kolo | SF  | F   | 2. kolo | 92–25  |
| výhry–prohry    | 3–1 | 4–0   | 3–0   | 2–1 | 1–1 | 4–0   | 2–1 | 4–0   | 2–0   | 2–1 | 4–0   | 4–0   | 3–1 | 4–1 | 4–1 | 4–1 | 4–1 | 4–1 | 3–1 | 3–1 | 2–1 | 4–1 | 3–1 | 2–1 | 2–1 | 2–1 | 3–1 | 1–1     | 1–1     | 3–1 | 4–1 | 1–1     | 135–55 |

| Fed Cup                          |        |        |        |        |        |            |            |            |            |            |     |       |        |     |       |       |        |       |       |     |        |        |        |       |     |        |
| Světová skupina                  | A      | A      | A      | A      | A      | 11.        | 7.         | 1. kolo    | 1. kolo    | 1. kolo    | A   | A     | A      | A   | A     | A     | QF     | A     | QF    | SF  | QF     | A      | A      | A     | F   | 3–14   |
| Světová baráž                    | prohra | A      | prohra | A      | A      | NH         | vítěz      | vítěz      | vítěz      | prohra     | A   | A     | A      | A   | A     | vítěz | prohra | vítěz | vítěz | A   | prohra | prohra | A      | vítěz | A   | 8–6    |
| 2. světová skupina               | vítěz  | prohra | vítěz  | prohra | prohra | nehrála se | nehrála se | nehrála se | nehrála se | nehrála se | A   | A     | prohra | A   | A     | vítěz | A      | vítěz | A     | A   | A      | vítěz  | prohra | vítěz | A   | 6–5    |
| 2. světová baráž                 | A      | vítěz  | A      | vítěz  | vítěz  | nehrála se | nehrála se | nehrála se | nehrála se | nehrála se | A   | vítěz | prohra | A   | vítěz | A     | A      | A     | A     | A   | A      | A      | vítěz  | A     | A   | 9–1    |
| 1. skupina asijsko-oceánské zóny | A      | A      | A      | A      | A      | A          | A          | A          | A          | A          | 2.  | vítěz | A      | 4.  | vítěz | A     | A      | A     | A     | A   | A      | A      | A      | A     | A   | 12–2   |
| výhry–prohry                     | 1–1    | 1–1    | 1–1    | 1–1    | 4–1    | 0–3        | 2–3        | 1–1        | 1–1        | 1–1        | 3–1 | 4–0   | 0–2    | 2–1 | 5–0   | 2–0   | 0–2    | 2–0   | 1–1   | 1–1 | 0–2    | 1–1    | 1–1    | 2–0   | 2–1 | 135–55 |
| Konečný žebříček                 | —      | —      | —      | —      | —      | —          | —          | 11.        | 12         | 19.        | 26. | 16.   | 18.    | 20. | 14.   | 7.    | 10.    | 6.    | 8.    | 5.  | 9.     | 11.    | 13.    |       | 4.  | —      |

| Ročník               | 2021 | 2022 | 2023 | V–P    |
| -------------------- | ---- | ---- | ---- | ------ |
| Billie Jean King Cup |      |      |      |        |
| Finálový turnaj      | SF   | F    | ZS   | 6–3    |
| Kvalifikační kolo    | A    | A    | A    | 0–0    |
| výhry–prohry         | 2–1  | 3–1  | 1–1  | 136–56 |

| Legenda | Legenda                        | Legenda | Legenda             |
| ------- | ------------------------------ | ------- | ------------------- |
| LQ      | prohra v kvalifikaci           | —       | —                   |
| ZS      | základní skupina               | 1. kolo | prohra v 1. kole    |
| QF      | prohra ve čtvrtfinále          | SF      | prohra v semifinále |
| F       | prohra ve finále (dané úrovně) | Titul   | vítězství v turnaji |

## Složení týmu
| Rok  | Členky týmu         | Členky týmu         | Členky týmu         | Členky týmu       |
| ---- | ------------------- | ------------------- | ------------------- | ----------------- |
| 1963 | Margaret Smithová   | Lesley Turnerová    | Jan O'Neillová      | —                 |
| 1964 | Margaret Smithová   | Lesley Turnerová    | Robyn Ebbernová     | —                 |
| 1965 | Margaret Smithová   | Lesley Turnerová    | Judy Tegartová      | —                 |
| 1966 | Gail Benedettiová   | Karen Krantzckeová  | Judy Tegartová      | —                 |
| 1967 | Kerry Melvilleová   | Lesley Turnerová    | Judy Tegartová      | —                 |
| 1968 | Margaret Courtová   | Kerry Melvilleová   | —                   | —                 |
| 1969 | Margaret Courtová   | Kerry Melvilleová   | Judy Tegartová      | —                 |
| 1970 | Karen Krantzckeová  | Judy Daltonová      | —                   | —                 |
| 1971 | Margaret Courtová   | Evonne Goolagongová | Lesley Huntová      | —                 |
| 2016 | Samantha Stosurová  | Casey Dellacquová   | Darja Gavrilovová   | Arina Rodionovová |
| 2016 | Kimberly Birrellová | —                   | —                   | —                 |
| 2017 | Darja Gavrilovová   | Ashleigh Bartyová   | Arina Rodionovová   | Casey Dellacquová |
| 2017 | Destanee Aiavová    | —                   | —                   | —                 |
| 2018 | Ashleigh Bartyová   | Darja Gavrilovová   | Casey Dellacquová   | Destanee Aiavová  |
| 2018 | Samantha Stosurová  | —                   | —                   | —                 |
| 2019 | Ashleigh Bartyová   | Ajla Tomljanovićová | Darja Gavrilovová   | Priscilla Honová  |
| 2019 | Astra Sharmaová     | Samantha Stosurová  | Kimberly Birrellová | —                 |
| 2021 | Ajla Tomljanovićová | Storm Sandersová    | Ellen Perezová      | Priscilla Honová  |
| 2021 | Olivia Gadecká      | Darja Gavrilovová   | —                   | —                 |
| 2022 | Ajla Tomljanovićová | Priscilla Honová    | Storm Sandersová    | Ellen Perezová    |
| 2022 | Samantha Stosurová  | —                   | —                   | —                 |
| 2023 | Kimberly Birrellová | Storm Hunterová     | Darja Savilleová    | Ellen Perezová    |
| 2023 | Ajla Tomljanovićová | —                   | —                   | —                 |
| 2024 | Arina Rodionovová   | Darja Savilleová    | Storm Hunterová     | Taylah Prestonová |
| 2024 | Ellen Perezová      | —                   | —                   | —                 |

## Kapitáni
Neúplný seznam kapitánů.
- Wendy Turnbullová – 1985–1993[6]
- Lesley Bowreyová – 1994–2001
- John Newcombe – 1997 (jeden zápas)
- Evonne Cawleyová – 2002–2004
- John Alexander – 2005
- David Taylor – 2006–2012
- Alicia Moliková – od 2013–2023[7]
- Samantha Stosurová – od 2024[8]